# Lotta femminile
La lotta stile libero femminile, altresì definita freestyle o lotta libera, è stata recentemente ammessa alle Olimpiadi di Atene 2004.

## Descrizione
Si svolge su una materassina, entro un cerchio di 9 metri di diametro. Ogni incontro si svolge in tre round di due minuti ciascuno. Il terzo si disputa in caso di parità. Si vince per schienamento o ai punti.
La divisa di gara consiste in un body attillato (singlet) rosso o blu, calzature specifiche ed eventualmente ginocchiere.
Le categorie di peso sono 48-51-55-59-63-67-72 kg. Le atlete sono suddivise anche in base all'età. La massima categoria (senior) va dai 21 ai 35 anni.
Il primo Campionato mondiale femminile di lotta si è svolto nel 1987.
La lottatrice italiana più titolata è Diletta Giampiccolo. Nel suo palmarès l'oro ai Giochi del Mediterraneo del 2001 e del 2005, l'argento ai Campionati Mondiali nel 2001, il bronzo ai Campionati Europei (1998-1999-2005), il titolo di Campionessa Italiana dal 1994 al 2005.